# Discographie de Jerry Lee Lewis
Cet article contient la discographie de Jerry Lee Lewis, auteur-compositeur-interprète américain de rock 'n' roll, de musique country et de gospel de 1956 à 2014. Il est également l'un des pionniers du rockabilly. Il a enregistré plus de quarante albums durant une carrière s’étalant sur sept décennies. En 1986, il est l'un des premiers à être intronisé au Rock and Roll Hall of Fame de Cleveland. Depuis 2016, il est le dernier survivant des pionniers de Sun Records. Parmi ses chansons, les plus connues sont Great Balls of Fire, Whole Lotta Shakin' Goin' On et High School Confidential. Son album Live at the Star Club, Hamburg est considéré comme l'un des plus grands albums en concert, : selon Milo Miles « Live At The Star Club, Hamburg n'est pas un album, c'est une scène de crime ».
Dans sa longue carrière musicale, Jerry Lee Lewis a eu 30 chansons dans le top dix du Billboard Country-and-Western chart. Jerry Lee Lewis est considéré comme l'un des plus grands pianistes et les plus influents de l'ère du rock 'n' roll et a été classé 24e sur la liste du magazine Rolling Stone parmi les 100 plus grands artistes de tous les temps. Son album, de 2014, est Rock & Roll Time et son dernier album de 2018 est Super Top Hits.

## Albums

### Albums studio
- 1958 : Jerry Lee Lewis
- 1963 : Rockin' with Jerry Lee Lewis
- 1965 : The Return of Rock
- 1965 : Country Songs for City Folks/All Country
- 1967 : Soul My Way
- 1968 : Another Place, Another Time
- 1969 : She Still Comes Around
- 1969 : Sings the Country Music Hall of Fame Hits, Vol. 1
- 1969 : Sings the Country Music Hall of Fame Hits, Vol. 2
- 1969 : Together
- 1970 : The Golden Cream of the Country
- 1970 : She Even Woke Me Up to Say Goodbye
- 1970 : Ole Tyme Country Music[6]
- 1971 : In Loving Memories: The Jerry Lee Lewis Gospel Album
- 1971 : There Must Be More to Love Than This
- 1971 : Touching Home
- 1971 : Would You Take Another Chance on Me?
- 1972 : The Killer Rocks On
- 1972 : Who's Gonna Play This Old Piano?
- 1973 : The Session...Recorded in London with Great Artists
- 1973 : Sometimes a Memory Ain't Enough
- 1974 : Southern Roots: Back Home to Memphis
- 1974 : I-40 Country
- 1974 : Breathless (High Heel Sneakers + Roll Over Beethoven)
- 1975 : Boogie Woogie Country Man
- 1975 : Odd Man In
- 1976 : Country Class
- 1977 : Country Memories
- 1978 : Jerry Lee Lewis Keeps on Rockin'[7]
- 1979 : Jerry Lee Lewis (1979)[8]
- 1980 : When Two Worlds Collide
- 1980 : Killer Country[9]
- 1983 : My Fingers Do the Talkin'[10]
- 1984 : I Am What I Am[11]
- 1995 : Young Blood
- 2006 : Last Man Standing
- 2010 : Mean Old Man
- 2014 :  Rock & Roll Time
- 2018 : Rooftop Storys
- 2018 : The Boys Together
- 2018 : Super Top Hits

### Albums live
Jerry Lee Lewis, au cours de ses nombreuses tournées à travers le monde, a enregistré plusieurs albums live, dont deux la même année, en 1964 et un seul en dehors des États-Unis. Le premier, Live at the Star Club, Hamburg, où il était accompagné des Nashville Teens, est considéré par les spécialistes comme l'un des meilleurs albums live de l'histoire du rock 'n' roll et fait partie des 1001 disques à écouter avant de mourir.
| Année | Titre                                               | Label                   | Hit-parades américains |
| ----- | --------------------------------------------------- | ----------------------- | ---------------------- |
| 1964  | Live at the Star Club, Hamburg                      | Philips                 | -                      |
| 1964  | The Greatest Live Show on Earth                     | Smash/Mercury Records   | 32                     |
| 1966  | By Request: More of the Greatest Live Show on Earth | Smash/Mercury Records   | -                      |
| 1970  | Live at the International, Las Vegas                | Smash/Mercury Records   | 149                    |
| 1971  | Monsters                                            | Sun Records             | -                      |
| 1982  | The Survivors Live                                  | Columbia Records        |                        |
| 1999  | Live at Gilley's.                                   | Q Records & Atlantic    |                        |
| 2004  | Alabama Show.                                       | Philips/Universal Music |                        |
| 2007  | Live from Austin, TX                                | New West Records (en)   | -                      |
| 2011  | Live at Third Man                                   | Third Man Records       | -                      |

### Albums collaboratifs
- 1956 : Million Dollar Quartet avec Elvis Presley, Carl Perkins et Johnny Cash
- 1979 : Duets[18]
- 1986 : Class of '55 avec Johnny Cash, Roy Orbison et Carl Perkins

### Compilations et anthologies
La discographie de Jerry Lee Lewis, s'accompagne de nombreuses compilations :
- 1961 : Jerry Lee's Greatest
- 1964 : Golden Hits of Jerry Lee Lewis
- 1966 : Memphis Beat
- 1969 : Rockin' Rhythm and Blues
- 1969 : Original Golden Hits, Vol. 1 (en)
- 1969 : Original Golden Hits, Vol. 2 (en)
- 1969 : The Golden Rock Hits of Jerry Lee Lewis[20]
- 1970 : A Taste of Country
- 1970 : The Best of Jerry Lee Lewis
- 1974 : Rockin' And Free[21]
- 1976[22] ou 1986[23] : The Original Jerry Lee Lewis (LP Charly Records CR 30111)
- Rock by Jerry Lee Lewis (LP Locomotive 929)[24]
- 1978 : Best Of, Vol. 2
- 1981 : Best Of, Vol. 3
- 1982 : The Pumpin' Piano Cat[25]
- 1989 : Jerry Lee Lewis - 18 Original Sun Greatest Hits[26]
- 1989 : Killer: The Mercury Years, Vol. 1 (1963-1968)[27]
- 1989 :  Killer - The Mercury Years, Vol. 2 (1969-1972)[28]
- 1989 : Killer: The Mercury Years, Vol. 3 (1973-1977)[29]
- 1993 : Solid Gold[30]
- 1993 : All Killer, No Filler: The Anthology (en)
- 1994 : The Locust Years...And the Return to the Promised Land[31]
- 1995 : Killer Country sorti sous le label Mercury Records[32].
- 1996 : Rockin' Up A Storm (36 Original Hits From The Pumpin' Piano Man)[33]
- 1998 : Whole Lotta Shakin': Jerry Lee Lewis at His Best[34]
- 1999 : Whole Lotta Shakin' Goin On: The Very Best of Jerry Lee Lewis[35]
- 2006 : Whole Lotta Shakin': The Best of Jerry Lee Lewis at Sun Records[36]
- 2006 : A Half-Century of Hits[37]
- 2006 : The Definitive Collection[38]
- 2012 : A Whole Lotta... Jerry Lee Lewis : The Definitive Retrospective[39]
- 2014 : Knox Phillips Sessions : The Unreleased Recordings[40],[41]

## Singles

### Années 1950
| Année          | Singles (Face A, B) Les deux faces du disque, sauf indication                                      | Meilleurs classements | Meilleurs classements | Meilleurs classements | Meilleurs classements | Meilleurs classements | Album                           |
| Année          | Singles (Face A, B) Les deux faces du disque, sauf indication                                      | US                    | US Country            | US R&B                | RU                    | BEL                   | Album                           |
| -------------- | -------------------------------------------------------------------------------------------------- | --------------------- | --------------------- | --------------------- | --------------------- | --------------------- | ------------------------------- |
| 1956           | Crazy Arms face B End of the Road (Album : Original Golden Hits - Volume 1)                        | —                     | 1                     | —                     | —                     | —                     | Jerry Lee Lewis                 |
| 1957           | Whole Lotta Shakin' Goin' On face b It'll Be Me (album Jerry Lee Lewis)                            | 3                     | 1                     | 1                     | 8                     | 13                    | Original Golden Hits - Volume 1 |
| 1957           | Great Balls of Fire                                                                                | 2                     | 1                     | 1                     | 1                     | 16                    | Jerry Lee's Greatest!           |
| 1957           | You Win Again                                                                                      | 95                    | 4                     | —                     | —                     | —                     | Original Golden Hits - Volume 1 |
| 1958           | Breathless                                                                                         | 7                     | 4                     | 3                     | 8                     | —                     | Original Golden Hits - Volume 1 |
| 1958           | Down the Line                                                                                      | 51                    | —                     | —                     | —                     | —                     | Original Golden Hits - Volume 1 |
| 1958           | High School Confidential                                                                           | 21                    | 9                     | 5                     | 12                    | —                     | Jerry Lee Lewis                 |
| 1958           | Fools like me                                                                                      | —                     | —                     | 11                    | —                     | —                     | Jerry Lee Lewis                 |
| 1958           | Lewis Boogie                                                                                       | —                     | —                     | —                     | —                     | —                     | 18 Original Sun Greatest Hits   |
| 1958           | Break Up                                                                                           | 52                    | —                     | —                     | —                     | —                     | Jerry Lee's Greatest!           |
| 1958           | I'll Make It All Up to You                                                                         | 85                    | 19                    | —                     | —                     | —                     | Original Golden Hits - Volume 2 |
| 1959           | I'll Sail My Ship Alone face b It Hurt Me So (Rockin' with Jerry Lee Lewis)                        | 93                    | —                     | —                     | —                     | —                     | Original Golden Hits - Volume 2 |
| 1959           | Lovin' Up a Storm face b Big Blon' Baby                                                            | 81                    | —                     | —                     | 28                    | —                     |                                 |
| 1959           | Let's Talk About Us face b The Ballad of Billy Joe                                                 | 76                    | —                     | —                     | —                     | —                     | Jerry Lee's Greatest!           |
| 1959           | Little Queenie face b I Could Never Be Ashamed of You (de l'album Original Golden Hits - Volume 2) | —                     | —                     | —                     | —                     | —                     | Original Golden Hits - Volume 1 |
| "—" non classé | |                       |                       |                       |                       |                       |                                 |

### Années 1960
| Année          | Singles (Face A, B) Les deux faces du disque, sauf indication                                                     | Meilleurs classements | Meilleurs classements | Meilleurs classements | Meilleurs classements | Album                                       |
| Année          | Singles (Face A, B) Les deux faces du disque, sauf indication                                                     | US                    | US Country            | CAN Country           | UK                    | Album                                       |
| -------------- | --- | --------------------- | --------------------- | --------------------- | --------------------- | ------------------------------------------- |
| 1960           | Baby Baby Bye Bye face b : Old Black Joe (album : Ole Tyme Country Music)                                         | —                     | —                     | —                     | 47                    |                                             |
| 1960           | John Henry face b : Hang Up My Rock and Roll Shoes (album : Rockin' Rhythm and Blues)                             | —                     | —                     | —                     | —                     | Ole Tyme Country Music                      |
| 1960           | When I Get Paid face b : Love Made a Fool of Me                                                                   | —                     | —                     | —                     | —                     |                                             |
| 1961           | What'd I Say face b : Livin' Lovin' Wreck                                                                         | 25                    | 27                    | —                     | 10                    | Jerry Lee's Greatest!                       |
| 1961           | Cold, Cold Heart face b : It Won't Happen with Me                                                                 | —                     | 22                    | —                     | —                     | Jerry Lee's Greatest!                       |
| 1961           | Save the Last Dance for Me face b : As Long As I Live (en) (album : The Golden Cream of the Country)              | —                     | —                     | —                     | —                     | Original Golden Hits - Volume 2             |
| 1961           | Money face b : Bonnie B                                                                                           | —                     | —                     | —                     | —                     | Original Golden Hits - Volume 2             |
| 1962           | I've Been Twistin face b : Ramblin' Rose (album : The Golden Cream of the Country)                                | —                     | —                     | —                     | —                     | Non-album track                             |
| 1962           | Sweet Little Sixteen /                                                                                            | 95                    | —                     | —                     | 38                    | Rockin' Rhythm and Blues                    |
| 1962           | How's My Ex Treating You ?                                                                                        | 98                    | —                     | —                     | —                     | Original Golden Hits - Volume 2             |
| 1962           | Good Golly, Miss Molly face b : I Can't Trust Me (in Your Arms Anymore) (album : The Golden Cream of the Country) | 99                    | —                     | —                     | 31                    | Rockin' Rhythm and Blues                    |
| 1963           | Teenage Letter face b : Seasons of My Heart (en) (avec Linda Gail Lewis) album : The Golden Cream of the Country) | —                     | —                     | —                     | —                     |                                             |
| 1964           | Hit the Road Jack /                                                                                               | 103                   | —                     | —                     | —                     |                                             |
| 1964           | Pen and Paper | —                     | 36                    | —                     | —                     |                                             |
| 1964           | I'm On Fire face b : Bread and Butter Man                                                                         | 98                    | —                     | —                     | —                     |                                             |
| 1964           | She Was My Baby (He Was My Friend) face b : The Hole He Said He'd Dig for Me                                      | —                     | —                     | —                     | —                     |                                             |
| 1964           | Hi Heel Sneakers face b : You Went Back on Your Word (album : The Return of Rock)                                 | 91                    | —                     | —                     | —                     | The Greatest Live Show on Earth             |
| 1965           | Green, Green Grass of Home face b : Baby (You Got What It Takes) (avec Linda Gayle Lewis)                         | —                     | —                     | —                     | —                     | Country Songs for City Folks                |
| 1965           | Carry Me Back to Old Virginia (en) face b : I Know What It Means                                                  | —                     | —                     | —                     | —                     | Ole Tyme Country Music                      |
| 1965           | Baby, Hold Me Close face b : I Believe in You                                                                     | 129                   | —                     | —                     | —                     | The Return of Rock                          |
| 1966           | Sticks and Stones face b : What a Heck of a Mess                                                                  | —                     | —                     | —                     | —                     | Memphis Beat                                |
| 1966           | Memphis Beat face b : If I Had It All to Do Over)                                                                 | —                     | —                     | —                     | —                     | Memphis Beat                                |
| 1967           | It's a Hang Up Baby face b : Holdin' On                                                                           | —                     | —                     | —                     | —                     | Soul My Way                                 |
| 1967           | Turn On Your Love Light (en) face b : Shotgun Man                                                                 | —                     | —                     | —                     | —                     | Soul My Way                                 |
| 1968           | Another Place, Another Time face b : Walking the Floor over You (en)                                              | 97                    | 4                     | —                     | —                     | Another Place, Another Time                 |
| 1968           | What's Made Milwaukee Famous (Has Made a Loser Out of Me) face b : All the Good Is Gone                           | 94                    | 2                     | 1                     | —                     | Another Place, Another Time                 |
| 1968           | She Still Comes Around face b : Slipping Around (en) (Album : The Best of Jerry Lee Lewis)                        | —                     | 2                     | 2                     | —                     | She Still Comes Around                      |
| 1968           | To Make Love Sweeter for You face b : Let's Talk About Us                                                         | —                     | 1                     | 4                     | —                     | She Still Comes Around                      |
| 1969           | One Has My Name (The Other Has My Heart) face b : I Can't Stop Loving You                                         | —                     | 3                     | 1                     | —                     | The Country Music Hall of Fame Hits, Vol. 2 |
| 1969           | Invitation to Your Party face b : I Could Never Be Ashamed of You (album : Original Golden Hits - Volume 2)       | —                     | 6                     | 1                     | —                     | The Golden Cream of the Country             |
| 1969           | She Even Woke Me Up to Say Goodbye face b : Echoes (album : She Still Comes Around)                               | —                     | 2                     | 1                     | —                     | She Even Woke Me Up to Say Goodbye          |
| 1969           | One Minute Past Eternity face b : Frankie and Johnny                                                              | —                     | 2                     | 2                     | —                     | The Golden Cream of the Country             |
| "—" non classé | |                       |                       |                       |                       |                                             |

### Années 1970
| Année          | Singles (Face A, B) Les deux faces du disque, sauf indication                                         | Meilleurs classements | Meilleurs classements | Meilleurs classements | Meilleurs classements | Album                                |
| Année          | Singles (Face A, B) Les deux faces du disque, sauf indication                                         | US                    | US Country            | CAN                   | CAN Country           | Album                                |
| -------------- | --- | --------------------- | --------------------- | --------------------- | --------------------- | ------------------------------------ |
| 1970           | There Must Be More to Love Than This face b : Home Away from Home                                     | —                     | 1                     | —                     | 1                     | There Must Be More to Love Than This |
| 1970           | Once More with Feeling face b : You Went Out of Your Way (to Walk on Me)                              | —                     | 2                     | —                     | 17                    | She Even Woke Me Up to Say Goodbye   |
| 1970           | I Can't Seem to Say Goodbye face b : Goodnight Irene                                                  | —                     | 7                     | —                     | 4                     | A Taste of Country                   |
| 1970           | Waiting for a Train face b : Big Legged Woman (album : Rockin' Rhythm and Blues)                      | —                     | 11                    | —                     | 18                    | Ole Tyme Country Music               |
| 1970           | In Loving Memories face b : I Can't Have a Merry Christmas, Mary (Without You)                        | —                     | 48                    | —                     | —                     | In Loving Memories                   |
| 1971           | Touching Home face b : Woman, Woman (Get Out of Our Way) (album There Must Be More to Love Than This) | 110                   | 3                     | —                     | 4                     | Touching Home                        |
| 1971           | Love on Broadway face b : Matchbox (album Monsters)                                                   | —                     | 31                    | —                     | —                     | Original Golden Hits - Volume III    |
| 1971           | When He Walks on You (Like You Have Walked on Me) (en) face b : Foolish Kind of Man                   | —                     | 11                    | —                     | 1                     | Touching Home                        |
| 1971           | Me and Bobby McGee /                                                                                  | 40                    | 1                     | 50                    | —                     | Would You Take Another Chance on Me  |
| 1971           | Would You Take Another Chance on Me (en)                                                              | —                     | 1                     | —                     | 2                     | Would You Take Another Chance on Me  |
| 1972           | Chantilly Lace /                                                                                      | 43                    | 1                     | 59                    | 1                     | The Killer Rocks On                  |
| 1972           | Think About It Darlin                                                                                 | —                     | —                     | —                     | 19                    | Who's Gonna Play This Old Piano?     |
| 1972           | Lonely Weekends /                                                                                     | —                     | 11                    | —                     | 13                    | The Killer Rocks On                  |
| 1972           | Turn On Your Love Light (en)                                                                          | 95                    | —                     | —                     | —                     | The Killer Rocks On                  |
| 1972           | Who's Gonna Play This Old Piano? face b : No Honky Tonks in Heaven                                    | —                     | 14                    | —                     | 6                     | Who's Gonna Play This Old Piano?     |
| 1973           | No More Hanging On face b : The Mercy of a Letter                                                     | —                     | 19                    | —                     | 3                     | Who's Gonna Play This Old Piano?     |
| 1973           | No Headstone on My Grave face b : Jack Daniel's (Old No 7)                                            | 104                   | 60                    | —                     | 86                    | The Session                          |
| 1973           | Meat Man face b : Just a Little Bit (en)                                                              | —                     | —                     | —                     | —                     | Southern Roots                       |
| 1973           | Drinkin' Wine Spo-Dee-O-Dee Rock and Roll Medley                                                      | 41                    | 20                    | 33                    | 12                    | The Session                          |
| 1973           | Sometimes a Memory Ain't Enough face b : I Think I Need to Pray                                       | —                     | 6                     | —                     | 6                     | Sometimes a Memory Ain't Enough      |
| 1974           | I'm Left, You're Right, She's Gone face b : I've Fallen to the Bottom                                 | —                     | 21                    | —                     | 23                    | Sometimes a Memory Ain't Enough      |
| 1974           | Tell Tale Signs face b : Cold, Cold Morning Light                                                     | —                     | 18                    | —                     | 8                     | I-40 Country                         |
| 1974           | He Can't Fill My Shoes face b : Tomorrow's Taking My Baby Away                                        | —                     | 8                     | —                     | 4                     | I-40 Country                         |
| 1975           | I Can Still Hear The Music in the Restroom face b : Remember Me (I'm the Who Loves You)               | —                     | 13                    | —                     | 20                    | Boogie Woogie Country Man            |
| 1975           | Boogie Woogie Country Man face b : I'm Still Jealous of You                                           | —                     | 24                    | —                     | —                     | Boogie Woogie Country Man            |
| 1975           | A Damn Good Country Song face b : When I Take My Vacation to Heaven                                   | —                     | 68                    | —                     | 42                    | Odd Man In                           |
| 1976           | Don't Boogie Woogie face b : That Kind of Fool                                                        | —                     | 58                    | —                     | —                     | Odd Man In                           |
| 1976           | Let's Put It Back Together Again face b : Jerry Lee's Rock and Roll Revival Show                      | —                     | 6                     | —                     | 14                    | Country Class                        |
| 1976           | The Closest Thing to You face b : You Belong to Me (en)                                               | —                     | 27                    | —                     | 23                    | Country Class                        |
| 1977           | Middle Age Crazy face b : Georgia on My Mind                                                          | —                     | 4                     | —                     | 3                     | Country Memories                     |
| 1978           | Come On In face b : Who's Sorry Now? (en)                                                             | —                     | 10                    | —                     | 44                    | Country Memories                     |
| 1978           | I'll Find It Where I Can face b : Don't Let the Stars Get in Your Eyes (en)                           | —                     | 10                    | —                     | —                     | Jerry Lee Keeps Rockin'              |
| 1979           | Save the Last Dance for Me face b : Am I to Be the One                                                | —                     | 26                    | —                     | 18                    | Duets                                |
| 1979           | Cold, Cold Heart face b : Hello Josephine                                                             | —                     | 84                    | —                     | —                     | Duets                                |
| 1979           | Rockin' My Life Away /                                                                                | 101                   | 18                    | —                     | 34                    | Jerry Lee Lewis (Elektra)            |
| 1979           | I Wish I Was Eighteen Again                                                                           | —                     | —                     | —                     | —                     | Jerry Lee Lewis (Elektra)            |
| 1979           | Who Will the Next Fool Be? face b : Rita May                                                          | —                     | 20                    | —                     | 24                    | Jerry Lee Lewis (Elektra)            |
| "—" non classé | |                       |                       |                       |                       |                                      |

### Années 1980 / 2000
| Année          | Singles (Face A, B) Les deux faces du disque, sauf indication                                                               | Meilleurs classements | Meilleurs classements | Album                                         |
| Année          | Singles (Face A, B) Les deux faces du disque, sauf indication                                                               | US Country            | CAN Country           | Album                                         |
| -------------- | --- | --------------------- | --------------------- | --------------------------------------------- |
| 1980           | When Two Worlds Collide face b : Good News Travels Fast                                                                     | 11                    | 15                    | When Two Worlds Collide                       |
| 1980           | Honky Tonk Stuff face b : Rockin' Jerry Lee                                                                                 | 28                    | 48                    | When Two Worlds Collide                       |
| 1980           | Somewhere over the Rainbow face b : Folsom Prison Blues                                                                     | 10                    | 18                    | Killer Country                                |
| 1981           | Thirty Nine and Holding face b : Change Places with Me                                                                      | 4                     | 6                     | Killer Country                                |
| 1982           | I'm So Lonesome I Could Cry face b : Pick Me Up on Your Way Down (de l'album The Country Music Hall of Fame Hits, Volume 2) | 43                    | —                     | The Country Music Hall of Fame Hits, Volume 1 |
| 1982           | I'd Do It All Again face b : Who Will Buy the Wine                                                                          | 52                    | —                     | The Best of Jerry Lee Lewis                   |
| 1982           | My Fingers Do the Talkin' face b : Forever Forgiving                                                                        | 44                    | 41                    | My Fingers Do the Talkin'                     |
| 1983           | Come as You Were face b : Circumstantial Evidence                                                                           | 66                    | —                     | My Fingers Do the Talkin'                     |
| 1983           | Why You Been Gone So Long ? face b : She Sings Amazing Grace                                                                | 69                    | —                     | My Fingers Do the Talkin'                     |
| 1984           | I Am What I Am face b : That Was the Way It Was Then                                                                        | —                     | —                     | I Am What I Am                                |
| 1986           | Get Out Your Big Roll Daddy face b : Honky Tonkin' Rock 'n Roll Piano Man                                                   | —                     | —                     | Get Out Your Big Roll Daddy                   |
| 1986           | Sixteen Candles (en) face b : Rock and Roll (FAIS-DO-DO) (avec Roy Orbison, Johnny Cash et Carl Perkins)                    | 61                    | —                     | Class of '55                                  |
| 1990           | It Was the Whiskey Talkin' (Not Me) face b : It Was the Whisky Talkin' (Not Me) (version Rock & Roll)                       | —                     | —                     | Dick Tracy (Bande son)                        |
| 2009           | Mean Old Man | —                     | —                     | Mean Old Man                                  |
| "—" non classé | |                       |                       |                                               |

## Autres singles

### Singles issus d'albums en collaboration
| Année          | Single                       | Artiste          | Meilleurs classements positions | Meilleurs classements positions | Album    |
| Année          | Single                       | Artiste          | US Country                      | CAN Country                     | Album    |
| -------------- | ---------------------------- | ---------------- | ------------------------------- | ------------------------------- | -------- |
| 1969           | Don't Let Me Cross Over (en) | Linda Gail Lewis | 9                               | —                               | Together |
| 1970           | Roll Over Beethoven          | Linda Gail Lewis | 71                              | 12                              | Together |
| "—" non classé |                              |                  |                                 |                                 |          |

### Invité
| Année          | Single                         | Artiste              | Meilleurs classements | Album                 |
| Année          | Single                         | Artiste              | US Country            | Album                 |
| -------------- | ------------------------------ | -------------------- | --------------------- | --------------------- |
| 1989           | Never Too Old to Rock 'n' Roll | Ronnie McDowell (en) | 50                    | I'm Still Missing You |
| 1992           | Great Balls of Fire            | Dorothée             | —                     | Une histoire d'amour  |
| "—" non classé |                                |                      |                       |                       |

## Clips vidéo
| Année | Video                            | Directeur        |
| ----- | -------------------------------- | ---------------- |
| 2006  | Honky Tonk Women (avec Kid Rock) | Trey Fanjoy (en) |
| 2006  | Pink Cadillac                    | Lucas Virgoux    |

## Autre apparition
| Année | Chanson                                                                             | Album                                                  |
| ----- | ----------------------------------------------------------------------------------- | ------------------------------------------------------ |
| 2010  | Jour 1 : Whole Lotta Shakin’ Goin’ On - Jour 2 : Great Balls of Fire (version live) | The 25th Anniversary Rock & Roll Hall Of Fame Concerts |

## Autres participations
- Bande son du film Dick Tracy (1990) : It Was the Whiskey Talkin' (Not Me) [Rock & Roll Version] (2:55)
- 1989 : Original Soundtrack Great Balls of Fire (Bande son du film Great Balls of Fire!)
- 1992 : Great ball of fire en duo avec Dorothée (figure sur l'album Une histoire d'amour)

## DVD
- 1970 : The Many Sounds of Jerry Lee[45] avec Conway Twitty, Roy Drusky (en), Lynn Anderson et Linda Gail Lewis
- 2007 : Jerry Lee Lewis In Concert - Inside And Out[46].
- 2007 : Last Man Standing Live (en)
- 2008 : A Rockin' Evening with Jerry Lee Lewis [47]

## Source de la traduction
- (en) Cet article est partiellement ou en totalité issu de l’article de Wikipédia en anglais intitulé « Jerry Lee Lewis discography » (voir la liste des auteurs).